# 2950 Rousseau
2950 Rousseau eller 1974 VQ2 är en asteroid i huvudbältet som upptäcktes den 9 november 1974 av den Schweiziska astronomen Paul Wild vid Observatorium Zimmerwald. Den har fått sitt namn efter Jean-Jacques Rousseau.
Asteroiden har en diameter på ungefär 10 kilometer.